# Joussé
Ne doit pas être confondu avec Jousset, Jeusset, Jousse, Josset ou Josse.
Joussé est une commune du Centre-Ouest de la France, située dans le département de la Vienne en région Nouvelle-Aquitaine.

## Géographie
La commune de Joussé fait partie du pays civraisien. 87 % des usages du sol à Joussé sont dédiés à des territoires agricoles.

### Communes limitrophes
| Château-Garnier   |        |         |
|                   | Joussé | Payroux |
| La Chapelle-Bâton |        |         |

### Climat
Pour des articles plus généraux, voir Climat de la Nouvelle-Aquitaine et Climat de la Vienne.
Historiquement, la commune est exposée à un climat océanique du nord-ouest.  
En 2020, Météo-France publie une typologie des climats de la France métropolitaine dans laquelle la commune est exposée à un climat océanique altéré et est dans la région climatique  Poitou-Charentes, caractérisée par un bon ensoleillement, particulièrement en été et des vents modérés.
Pour la période 1971-2000, la température annuelle moyenne est de 11,7 °C, avec une amplitude thermique annuelle de 14,8 °C. Le cumul annuel moyen de précipitations est de 841 mm, avec 11,5 jours de précipitations en janvier et 7 jours en juillet. Pour la période 1991-2020, la température moyenne annuelle observée sur la station météorologique la plus proche, située sur la commune de La Ferrière-Airoux à 12,09 km à vol d'oiseau, est de 12,4 °C et le cumul annuel moyen de précipitations est de 762,1 mm,. Pour l'avenir, les paramètres climatiques de la commune estimés pour 2050 selon différents scénarios d’émission de gaz à effet de serre sont consultables sur un site dédié publié par Météo-France en novembre 2022.

## Urbanisme

### Typologie
Au 1er janvier 2024, Joussé est catégorisée commune rurale à habitat dispersé, selon la nouvelle grille communale de densité à sept niveaux définie par l'Insee en 2022.
Elle est située hors unité urbaine et hors attraction des villes,.

### Occupation des sols
L'occupation des sols de la commune, telle qu'elle ressort de la base de données européenne d’occupation biophysique des sols Corine Land Cover (CLC), est marquée par l'importance des territoires agricoles (86,8 % en 2018), une proportion identique à celle de 1990 (86,8 %). La répartition détaillée en 2018 est la suivante : 
terres arables (64,3 %), prairies (15,5 %), forêts (8,4 %), zones agricoles hétérogènes (6,9 %), zones urbanisées (4,8 %). L'évolution de l’occupation des sols de la commune et de ses infrastructures peut être observée sur les différentes représentations cartographiques du territoire : la carte de Cassini (XVIIIe siècle), la carte d'état-major (1820-1866) et les cartes ou photos aériennes de l'IGN pour la période actuelle (1950 à aujourd'hui).

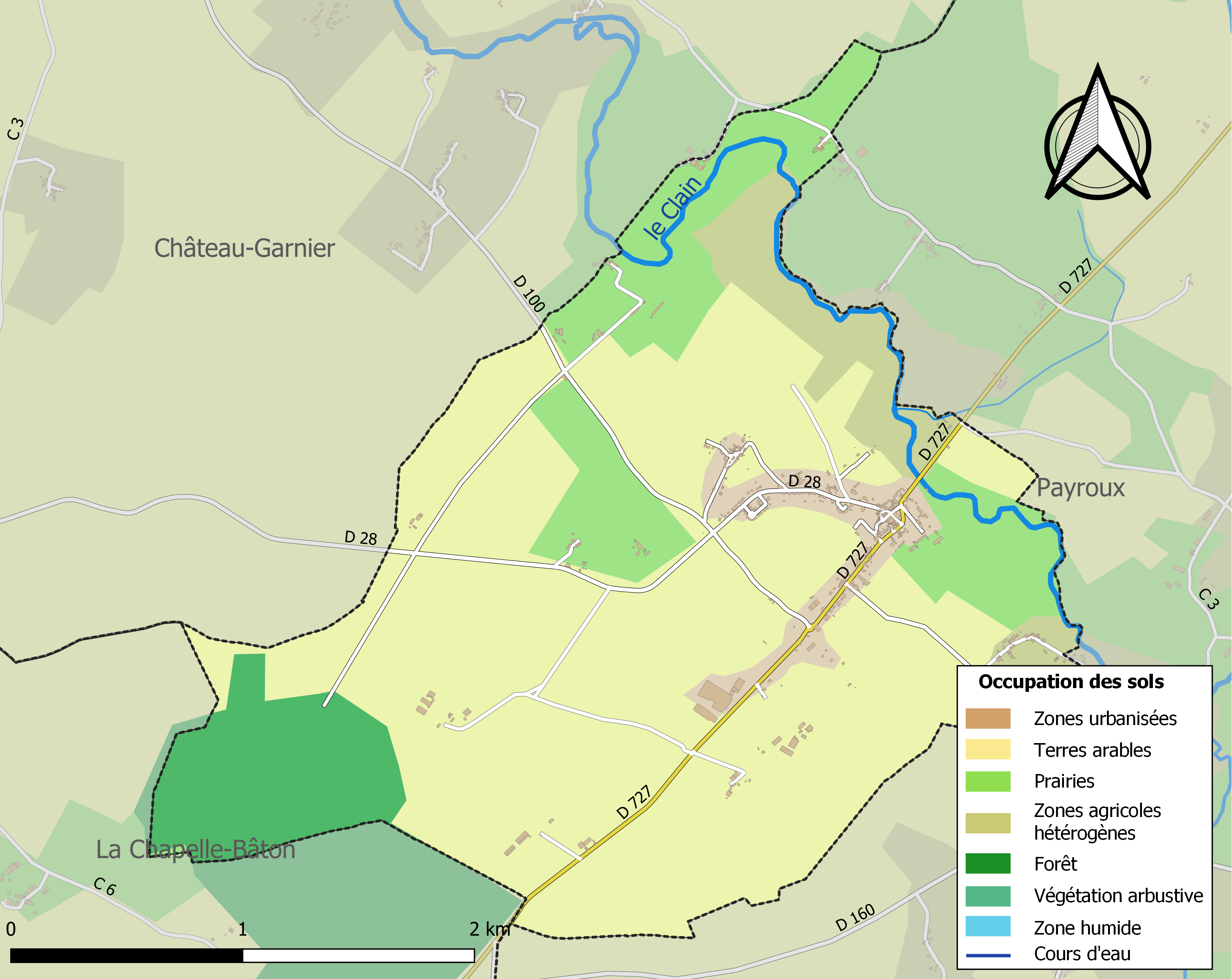
Carte des infrastructures et de l'occupation des sols de la commune en 2018 (CLC).

### Risques majeurs
Le territoire de la commune de Joussé est vulnérable à différents aléas naturels : météorologiques (tempête, orage, neige, grand froid, canicule ou sécheresse), inondations, mouvements de terrains et séisme (sismicité faible). Il est également exposé à un risque technologique,  le transport de matières dangereuses. Un site publié par le BRGM permet d'évaluer simplement et rapidement les risques d'un bien localisé soit par son adresse soit par le numéro de sa parcelle.

#### Risques naturels
Certaines parties du territoire communal sont susceptibles d’être affectées par le risque d’inondation par débordement de cours d'eau, notamment le Clain. La commune a été reconnue en état de catastrophe naturelle au titre des dommages causés par les inondations et coulées de boue survenues en 1982, 1983, 1993, 1995, 1999 et 2010,.

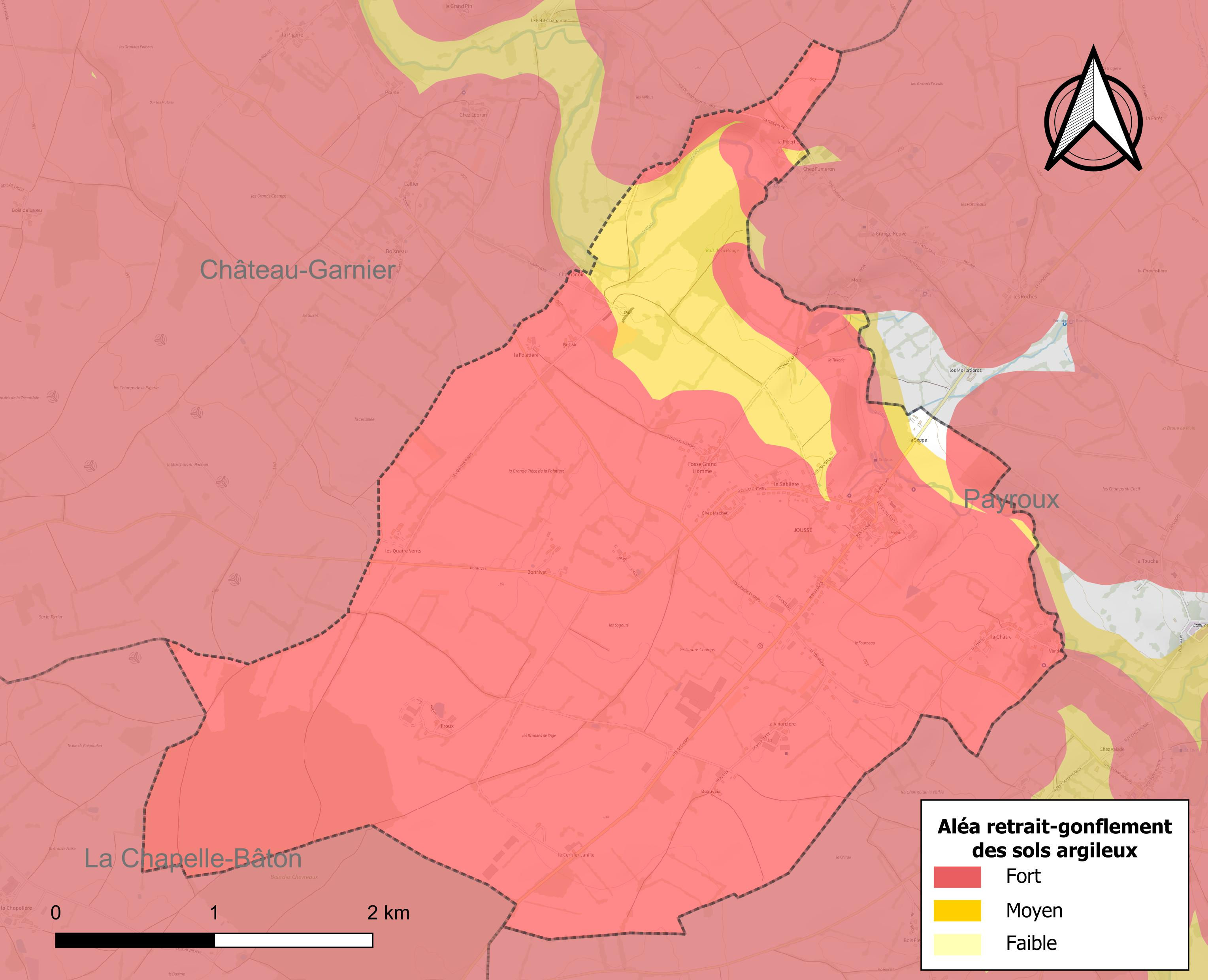
Carte des zones d'aléa retrait-gonflement des sols argileux de Joussé.

Les mouvements de terrains susceptibles de se produire sur la commune sont des tassements différentiels. Le retrait-gonflement des sols argileux est susceptible d'engendrer des dommages importants aux bâtiments en cas d’alternance de périodes de sécheresse et de pluie. 99,7 % de la superficie communale est en aléa moyen ou fort (79,5 % au niveau départemental et 48,5 % au niveau national). Depuis le 1er octobre 2020, en application de la loi ÉLAN, différentes contraintes s'imposent aux vendeurs, maîtres d'ouvrages ou constructeurs de biens situés dans une zone classée en aléa moyen ou fort,.
La commune a été reconnue en état de catastrophe naturelle au titre des dommages causés par la sécheresse en 1989, 1991, 2003, 2005, 2011 et 2017 et par des mouvements de terrain en 1999 et 2010.

## Toponymie
Le nom du village proviendrait de l’anthroponyme gallo-romain Justius avec le suffixe latin de propriété « -acum » devenu « -ec » puis « -é » et signifiant « domaine de Justius«.

## Histoire
Durant l'antiquité et jusqu'à la conquête de la Gaule par les Romains, Joussé appartient au territoire des Pictons.
Au début de la Seconde Guerre mondiale, la Vienne accueille 40 000 réfugiés de Moselle, qui sont hébergés souvent chez l’habitant et répartis dans toutes les communes. Joussé accueille aussi un groupe de réfugiés en septembre 1939. En 1940, la commune doit en plus loger des soldats allemands, qui sont installés au château. Ils se livrent à quelques vexations : ordre de balayer les rues trois fois par jour, destruction du coq gaulois terrassant l’aigle germanique qui surmontait le monument aux morts à coups de mitraillettes. Le 17 juillet 1944, une colonne de répression allemande allant à Persac est accrochée par les Résistants à Joussé : en représailles, 13 maisons sont incendiées, 12 otages pris et emmenés à la prison de la Pierre levée à Poitiers, Ils seront libérés quelques jours plus tard. Ils sont à nouveau violemment accrochés sur le chemin du retour en forêt de Lussac, et incendient une ferme à Neyrac,.

## Politique et administration

### Liste des maires
| Période   | Période   | Identité       | Étiquette | Qualité                    |
| --------- | --------- | -------------- | --------- | -------------------------- |
| mars 2001 | mars 2008 | Camille Savin  |           |                            |
| mars 2008 | En cours  | Lydie Noirault | LR        | Conseillère départementale |

### Instances judiciaires et administratives
La commune relève du tribunal d'instance de Poitiers, du tribunal de grande instance de Poitiers, de la cour d'appel Poitiers, du tribunal pour enfants de Poitiers, du conseil de prud'hommes de Poitiers, du tribunal de commerce de Poitiers, du tribunal administratif de Poitiers et de la cour administrative d'appel de Bordeaux, du tribunal des pensions de Poitiers, du tribunal des affaires de la Sécurité sociale de la Vienne, de la cour d’assises de la Vienne.

## Démographie
L'évolution du nombre d'habitants est connue à travers les recensements de la population effectués dans la commune depuis 1793. Pour les communes de moins de 10 000 habitants, une enquête de recensement portant sur toute la population est réalisée tous les cinq ans, les populations de référence des années intermédiaires étant quant à elles estimées par interpolation ou extrapolation. Pour la commune, le premier recensement exhaustif entrant dans le cadre du nouveau dispositif a été réalisé en 2004.

En 2022, la commune comptait 309 habitants, en évolution de +1,98 % par rapport à 2016 (Vienne : +0,6 %, France hors Mayotte : +2,11 %).
| 1793 | 1800 | 1806 | 1821 | 1831 | 1836 | 1841 | 1846 | 1851 |
| ---- | ---- | ---- | ---- | ---- | ---- | ---- | ---- | ---- |
| 210  | 248  | 250  | 275  | 334  | 377  | 403  | 402  | 393  |

| 1856 | 1861 | 1866 | 1872 | 1876 | 1881 | 1886 | 1891 | 1896 |
| ---- | ---- | ---- | ---- | ---- | ---- | ---- | ---- | ---- |
| 410  | 418  | 461  | 484  | 471  | 490  | 495  | 477  | 492  |

| 1901 | 1906 | 1911 | 1921 | 1926 | 1931 | 1936 | 1946 | 1954 |
| ---- | ---- | ---- | ---- | ---- | ---- | ---- | ---- | ---- |
| 471  | 493  | 444  | 439  | 430  | 412  | 414  | 397  | 363  |

| 1962 | 1968 | 1975 | 1982 | 1990 | 1999 | 2004 | 2006 | 2009 |
| ---- | ---- | ---- | ---- | ---- | ---- | ---- | ---- | ---- |
| 409  | 392  | 389  | 409  | 407  | 413  | 349  | 332  | 345  |

| 2014 | 2019 | 2022 | - | - | - | - | - | - |
| ---- | ---- | ---- | - | - | - | - | - | - |
| 316  | 302  | 309  | - | - | - | - | - | - |

La densité de population de la commune est de 45 hab./km2. Celle du département est  de 61 hab./km2. Elle est de 68 hab./km2 pour la région Poitou-Charentes et de 115 hab./km2 pour la France (Insee - 2008).

## Économie
Selon la direction Régionale de l'Alimentation, de l'Agriculture et de la Foret de Poitou-Charentes, il n'y a plus que 6 exploitations agricoles en 2010 contre 11 en 2000.
Les surfaces agricoles utilisées ont diminué et sont passées de 965 hectares en 2000 à 604 hectares en 2010. 53 % sont destinées à la culture des céréales (blé tendre un peu mais surtout du maïs pour 67 %), 11 % pour les oléagineux et 31 % pour le fourrage.
L'élevage d'ovins a disparu en 2010 (1 980 têtes sur cinq fermes en 2000). Cette évolution est conforme à la tendance globale du département de la Vienne. En effet, le troupeau d’ovins, exclusivement destiné à la production de viande, a diminué de 43,7% de 1990 à 2007.

## Culture locale et patrimoine

### Lieux et monuments

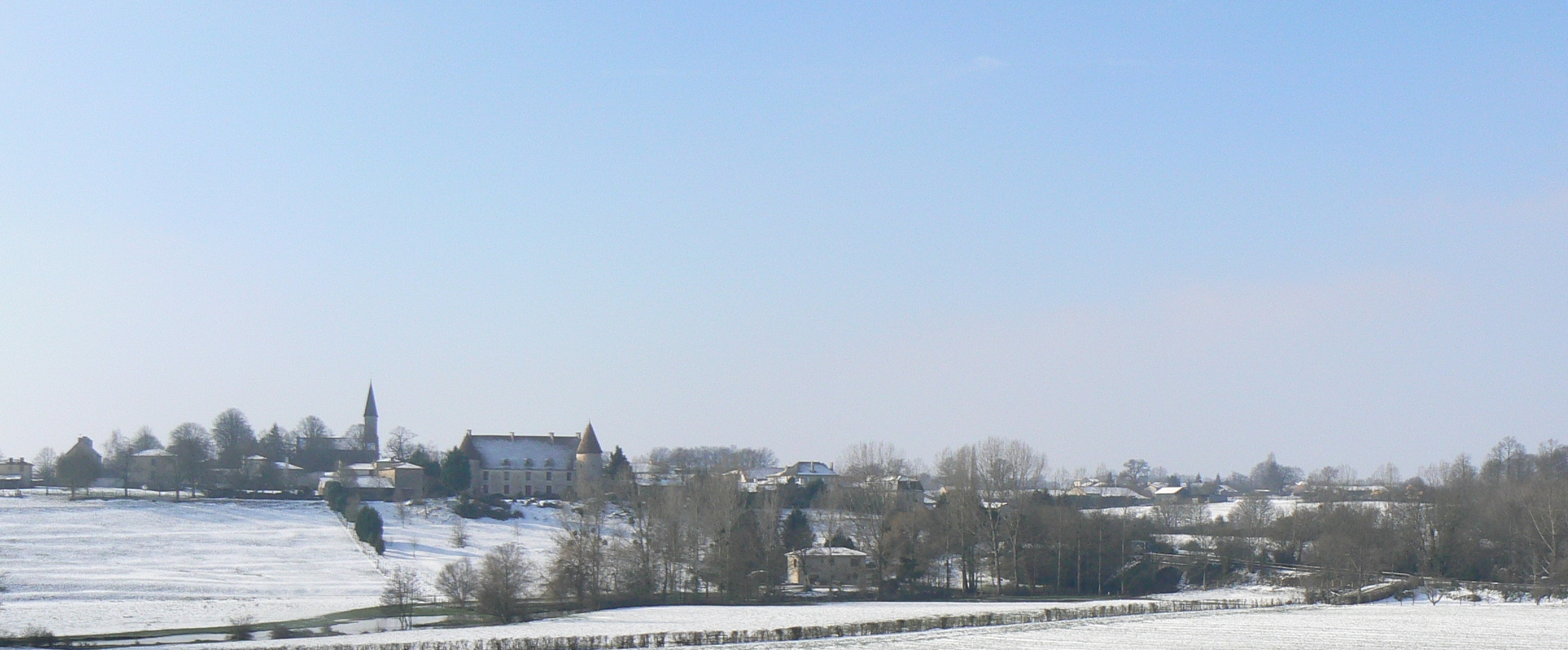
Le bourg sous la neige.

- Le château de Joussé : la partie la plus ancienne, qui datait du XVe siècle, a été détruite. Seule subsiste la partie datant du XVIIe siècle. Le château est inscrit à l'inventaire des Monuments Historiques pour le bas-relief de la double porte d'entrée depuis 1928, pour la tour et la charpente depuis 1992.
- Église Saint-Jean-Baptiste de Joussé.

### Articles de Wikipédia
- Liste des communes de la Vienne
- Anciennes communes de la Vienne